# セニーニャ

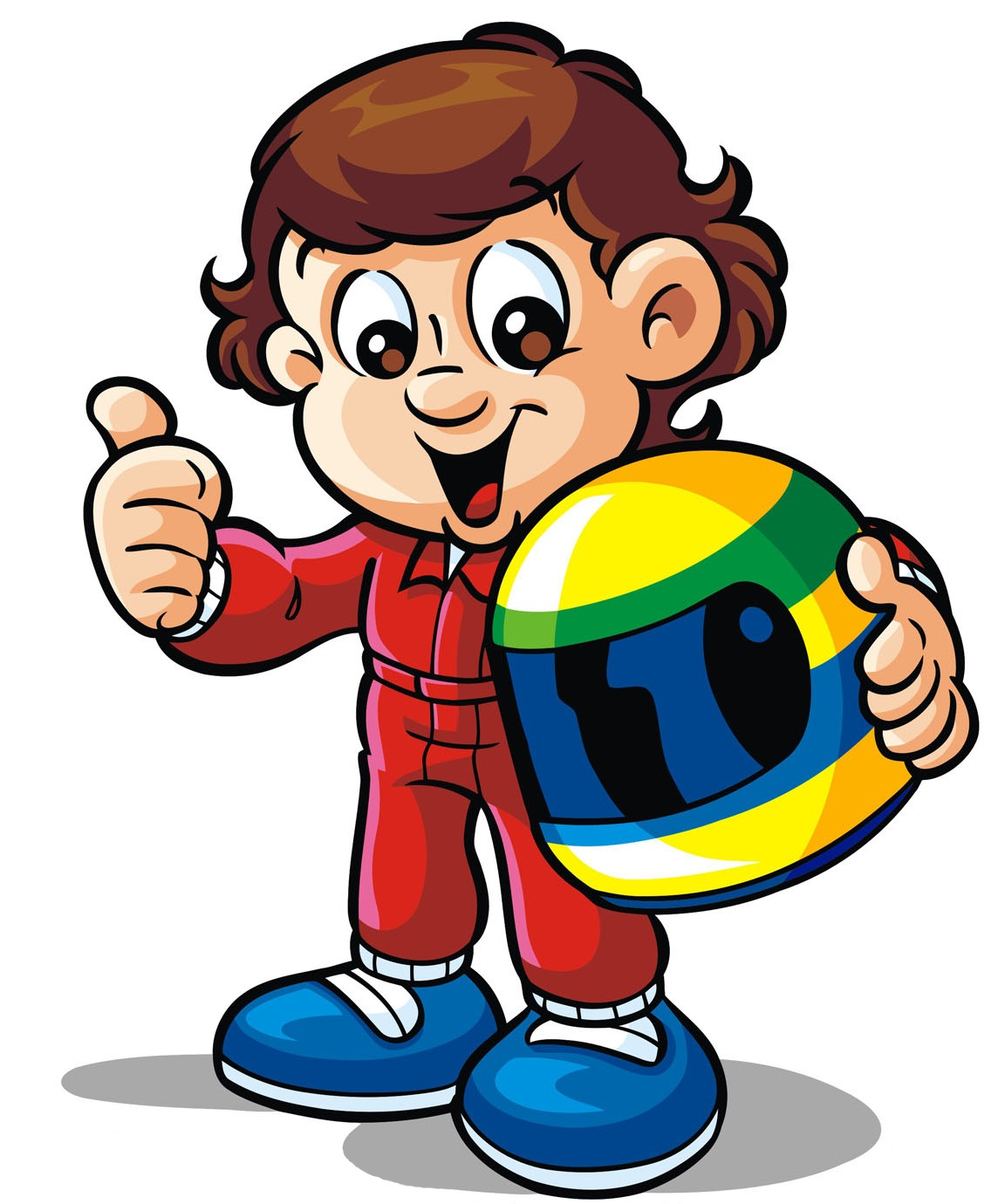
セニーニャ

セニーニャ（葡: Senninha）は、F1ドライバーのアイルトン・セナをモデルに生み出されたブラジルのコミック作品の主人公である。

## 概略
商品マーケティングの分野で働いていたロジェーリオ・マルティンス（Rogério Martins）によって考案され、リダウト・ディアス・ジュニオール（Ridaut Dias Júnior）によって描かれ、誕生した。
キャラクターとしては1990年にアイルトン・セナが2度目のタイトルを獲得する少し前にマルティンスによって考案され、1991年にアイルトン・セナの事務所にこれを持ち込んだところ、セナの父であるミルトン・ダ・シルバがこれを気に入り、セニーニャのコミックの展開などの事業がプロジェクトとして立ち上がった（当時のブラジルのカラーコミックはもっぱらアニメのようにグループによる共同作業によって製作されていたため、プロジェクトとする必要があった）。アイルトン・セナ本人がプロジェクトの存在を知ったのは1993年になってからのことだが、セナもこのプロジェクトについて、セニーニャというキャラクターを気に入ったばかりでなく、元々セナのファンが多い子供たちに親しみを持って迎えられる可能性があるプロジェクトだとして、好意的に迎えた。
発案者の両名はイラストレイターらを集め、1994年2月27日には同国有数の出版社であるアブリウ社（Editora Abril）から「セニーニャと仲間たち（Senninha e sua turma）」と題されたコミックの第1巻が刊行された（それ以前にプロモーション用に「0巻」が配布された）。同社からは1999年までに第97巻までが発行され、その後、同年中に出版社をブレインストア社（Editora Brainstore）に移し、第98巻から刊行が続けられ、同年9月には第100巻の刊行を達成し、最終的に第103巻までが発行された。
2000年以降もその権利はアイルトン・セナ財団によって管理されており、今日では、同財団のマスコットキャラクターとなっている他、主に子供用の服や靴、菓子などでそのイラストが用いられ、事業に寄与している。
モデルであるアイルトン・セナは、コミックのコピーライト表記に「アイルトン・セナ・プロモーション（Ayrton Senna Promoções）」の名でマルティンス、ディアス・ジュニオールと名を連ねたほか、F1でも1994年シーズンにセニーニャのTシャツを常に着用するなどし、5月1日に死去するその日までプロジェクトに積極的に関わった。

## 主な登場人物
- セニーニャ（Senninha） - シリーズの主人公。実在のF1ドライバーであるアイルトン・セナがモデルで、そっくりの容貌で、「メウ・エロイ」（Meu Herói, 僕のヒーロー）という名の魔法のヘルメットを持っている。8歳。
- メウ・エロイ（Meu Herói） - 緑・黄・青で構成された、アイルトン・セナのそれにそっくりな、「話すヘルメット」。
- ネコ（Neco） - セニーニャのチームのメカニックで創設者。9歳。コニとは双子（男）。シリーズ当初（9巻まで）はニコ（Nico）という名前だった。
- ジョニー（Johnny） - チームのカーデザイナー。色男。10歳。
- タラ・ラルガ（Tala Larga） - チームのレポーターで、いつもレースを写真に撮っている。8歳。
- コニ（Coni） - チームの「倹約家」。ネコとは双子（女）。10歳。
- J・J（J.J） - バスケットボール好きで、コンピュータマニア。セニーニャのチームで唯一の黒人キャラクター。10歳。
- テーオ（Téo） - セニーニャの末弟でチームの問題児。6歳。実在するセナの弟のレオナルドがモデルになっている。
- ジジ（Gigi） - セニーニャの姉。電話好き。13歳。実在するセナの姉でアイルトン・セナ財団の創設者であるビビアーニ・セナがモデルになっている。
- ブラッソ・ドゥーロ（Braço Duro, 豪腕） - 不良集団のボスでセニーニャに敵対している。レースで勝とうといつも卑怯な手を使うが、そのせいもあっていつも勝てない。9歳。
- レビンボッカ（Rebimboca） - 不良集団のメカニックでいつもジョニーのアイデアを真似る。9歳。